# Liste der Chief Minister von Jharkhand
Die folgende Tabelle listet die Chief Minister von Jharkhand mit Amtszeit und Parteizugehörigkeit auf.
| #  | Name               | Amtsantritt        | Ende der Amtszeit  | Partei                 |
| 1  | Babulal Marandi    | 15. November 2000  | 17. März 2003      | Bharatiya Janata Party |
| 2  | Arjun Munda        | 18. März 2003      | 1. März 2005       | Bharatiya Janata Party |
| 3  | Shibu Soren        | 2. März 2005       | 11. März 2005      | Jharkhand Mukti Morcha |
| 4  | Arjun Munda        | 12. März 2005      | 17. September 2006 | Bharatiya Janata Party |
| 5  | Madhu Koda         | 18. September 2006 | 26. August 2008    | parteilos              |
| 6  | Shibu Soren        | 27. August 2008    | 12. Januar 2009    | Jharkhand Mukti Morcha |
|    | (President’s rule) | 19. Januar 2009    | 29. Dezember 2009  |                        |
| 7  | Shibu Soren        | 30. Dezember 2009  | 31. Mai 2010       | Jharkhand Mukti Morcha |
|    | (President’s rule) | 1. Juni 2010       | 11. September 2010 |                        |
| 8  | Arjun Munda        | 11. September 2010 | 18. Januar 2013    | Bharatiya Janata Party |
|    | (President’s rule) | 18. Januar 2013    | 13. Juli 2013      |                        |
| 9  | Hemant Soren       | 13. Juli 2013      | 28. Dezember 2014  | Jharkhand Mukti Morcha |
| 10 | Raghubar Das       | 28. Dezember 2014  | 29. Dezember 2019  | Bharatiya Janata Party |
| 11 | Hemant Soren       | 29. Dezember 2019  | im Amt             | Jharkhand Mukti Morcha |